# 埃米尔苏丹清真寺
埃米尔苏丹清真寺（土耳其語：Emir Sultan Camii）是土耳其布尔萨的一座清真寺，位于埃米尔苏丹区，始建于14世纪，1766年地震中倒塌，1804年奥斯曼帝国苏丹塞利姆三世下令重建。埃米尔苏丹是来自布哈拉的德尔维希（苦行僧）和学者，奥斯曼帝国苏丹巴耶济德一世的顾问。
1855年布尔萨地震后，清真寺和埃米尔苏丹墓由苏丹阿卜杜勒-阿齐兹一世重建于1868年。